# Brian Wilson
Brian Wilson   (Centre Mèdic Hospital Centinela, 20 de juny de 1942 - Beverly Hills, 11 de juny de 2025) fou un músic, cantant, compositor i productor musical nord-americà. Se'l coneix sobretot per haver estat el líder i cofundador dels Beach Boys. Des de 1962, Wilson va ser l'autor o coautor de més de dues dotzenes d'èxits amb el grup. Gràcies a la seva audaç manera de compondre i arranjar cançons, així com el seu domini de les tècniques de gravació, tant la crítica com els altres músics el reconeixen com una de les forces creatives més innovadores i influents de la música pop.
A mitjans de la dècada dels 60, Wilson va compondre, escriure i produir Pet Sounds, que es considera un dels discos més importants de tots els temps. El que havia de ser la continuació de Pet Sounds, Smile, es va cancel·lar per motius diversos, entre ells el deteriorament de la salut mental de Wilson. En patir múltiples  crisis nervioses, les contribucions de Wilson als Beach Boys van anar disminuint, i el seu comportament erràtic va provocar tensions amb el grup. Després d'anys de tractament i recuperació, va començar a actuar i a gravar amb regularitat com a solista, aconseguint entrar al Rock and Roll Hall of Fame i guanyant premis Grammy per Brian Wilson Presents Smile i The Smile Sessions. Durant la gira commemorativa del cinquantenari dels Beach Boys, Wilson va tornar breument a gravar i tocar amb el grup. Continua sent soci de l'empresa que gestiona els drets dels Beach Boys, Brother Records.
Wilson està reconegut com a gran innovador com a productor musical, i com a inspirador principal del So Califòrnia. Segons el crític Erik Davis, "No sols va escriure la banda sonora dels primers 60, també va desencadenar un art popular delicat i joiós, únic en la història de la música, i va presagiar la dolçor tan fonamental en el pop de Califòrnia dels anys 70." The A.V. Club va escriure que Wilson era una de les "rates d'estudi de gravació ... que va marcar com podia i havia de sonar la música a l'època del flower power: alhora somia-truites i enyorat." Als 21 anys va aconseguir tenir llibertat total per a produir els seus propis discos amb completa autonomia creativa, i va desencadenar una explosió de productors californians amb els mateixos gustos, substituint Nova York com a centre de les gravacions pop, i convertint-se en el primer productor de rock que utilitzava l'estudi de gravació com a instrument.
El 2008, la revista Rolling Stone va publicar una llista dels "100 cantants més grans de tots els temps", que deixava Wilson al número 52. El 2012, l'NME el posava al número 8 a la llista dels "50 productors més grans de tots els temps", explicant que "pocs s'adonen de la influència seminal que van tenir les tècniques d'estudi de Brian Wilson a mitjans dels anys 60". De tant en tant, ha fet d'actor i de doblador, i ha aparegut en programes de televisió, pel·lícules i vídeos musicals d'altres artistes. La seva vida s'explica a la pel·lícula de 2014 Love & Mercy.

## Infantesa
Wilson va néixer el 20 de juny de 1942, a Inglewood (Califòrnia). Era el gran de tres germans; els seus germans més petits eren Dennis i Carl. Quan en Brian tenia dos anys, la família va canviar de casa i va anar viure a 3701 West 119th Street a Hawthorne. El seu pare explicava que abans de fer un any ja demostrava un talent musical extraordinari: podia repetir una melodia després de sentir només alguns compassos cantats pel pare. Murry Wilson deia, "Era molt llest i ràpid. Me'n vaig enamorar". Quan tenia uns dos anys, Wilson va sentir la Rhapsody in Blue de George Gershwin, que va provocar-li un fort impacte emocional. Al cap d'uns anys, se li va trobar que hi sentia molt poc de l'orella dreta. No està clara la causa d'aquesta pèrdua d'audició: hi ha teories que diuen que ja hi va néixer, d'altres diuen que va ser d'un cop al cap que li va donar el seu pare, o un altre nen.
Encara que el pare Wilson procurava un cert benestar a la família, sovint maltractava. Era músic i compositor de poc èxit, i també va encaminar els seus fills a la música. De ben petit, va fer sis setmanes de classe d'"acordió de joguina" i, als vuit i als nou, cantava com a solista a l'església al davant del cor. Wilson jugava de quarterback a l'equip de futbol americà, jugava al beisbol i corria cross a l'últim any d'institut. Cantava amb altres estudiants a les funcions escolars i amb la família i amics a casa. Ensenyava harmonies als seus dos germans i després les practicaven a l'hora de dormir. També tocava el piano de forma obsessiva, deconstruint les harmonies de The Four Freshmen escoltant trossos de les seves cançons al fonògraf i llavors intentant reproduir els sons fusionats nota per nota al teclat. Li van reglar una gravadora Wollensak quan va fer 16 anys, i això li va permetre d'experimentar gravant cançons i les primeres veus del grup.
Les cintes domèstiques que s'han conservat documenten els seus primers esforços cantant amb amics i família, amb una cançó que més endavant van gravar els Beach Boys, "Sloop John B". L'últim any d'institut, a part de l'assignatura de música, cantava a l'hora de dinar amb amics com Keith Lent i Bruce Griffin. Wilson i Lent van preparar una versió de la melodia Hully Gully per ajudar una companya de classe anomenada Carol Hess que es presentava a presidenta de la promoció. A la seva següent actuació pública, hi va afegir el seu cosí, que sovint cantava amb ells, Mike Love i el germà petit del Brian, Carl Wilson, i ja contenia arranjaments més ambiciosos. Per atreure Carl cap al grup, Wilson va anomenar-lo Carl and the Passions. A l'actuació van fer versions de Dion and the Belmonts i The Four Freshmen ("It's a Blue World"). Aquesta última era massa complicada per ells. El més notable de l'actuació, però, fou la impressió que va causar en un altre músic i company de classe de Brian Wilson que era al públic aquella nit, Al Jardine, que es va ajuntar amb els tres germans Wilson i Mike Love per formar the Beach Boys.

## 1960–70
Vaig adonar-me'n que tenia bona veu quan tenia disset o divuit anys i vaig poder cantar bé amb els discos de The Four Freshmen. Cantant amb aquells discos és com vaig aprendre a cantar en falset. Cantava amb cançons com "I'm Always Chasing Rainbows," "I'll Remember April" i "Day by Day".… Quan vaig escriure "Surfer Girl" em va agradar tant que vaig dir que continuaré escrivint cançons.
Wilson es va matricular per fer psicologia a El Camino College de Los Angeles el setembre de 1960. A la universitat va continuar estudis musicals. En algun moment de 1961 va escriure la seva primera melodia totalment original, inspirada lliurement en una versió de "When You Wish Upon a Star". La cançó es va acabar dient "Surfer Girl". Encara que es va gravar una primera demo de la cançó el febrer de 1962 a World-Pacific Studios, no es va tornar a gravar i publicar fins al 1963, arribant al top ten.
La primera aparició de la formació original com a grup, amb Brian, Carl i Dennis Wilson, Mike Love i Al Jardine fou l'estiu de 1961, primer amb el nom The Pendletones. Després que Dennis els burxés perquè fessin una cançó sobre la moda dels esports aquàtics que hi havia, Brian i Mike Love van crear tots dos junts el que fou el primer senzill del grup, "Surfin'". A principis de setembre de 1961, Brian va aprofitar que els seus pares havien anat a passar el cap de setmana a Ciutat de Mèxic i va agafar la reserva de diners que els quedava per llogar un amplificador, un micròfon, i un contrabaix. Al final, no en van tenir prou per pagar totes les despeses, si Al Jardine va demanar ajuda a la seva mare, Virginia. Quan els va sentir actuar, va quedar impressionada, i els va deixar 300 dòlars. De seguida van anar a la botiga a llogar el contrabaix. Després d'assajar dos dies a casa dels Wilson, els seus pares van tornar a casa. El seu pare es va empipar molt, fins que el Brian el va convèncer perquè escoltés el que havien estat fent. El seu pare es va convèncer que valia la pena que els nois s'hi dediquessin. De seguida es va autonomenar mànager del grup, i van començar a fer assajos seriosos de cara a fer una sessió de gravació professional. "Surfin'" es va publicar en una petita discogràfica, Candix Records, i va ser un gran èxit a Los Angeles, arribant al número setanta-cinc a les llistes d'èxits de Billboard. Dennis va descriure més endavant el primer cop que Brian va sentir la seva cançó a la ràdio mentre els tres germans wilson i David Marks anaven amb el seu Ford de 1957 sota la pluja: "Mai res no superarà l'expressió de la cara de Brian, mai ... AQUELL va ser el moment definitiu." No obstant, the Pendletones ja no existien. Sense que el grup ho sapigués ni hagués donat permís, Candix Records els havia canviat el nom per the Beach Boys.
Wilson i els seus companys van fer la seva primera actuació en un ball en memòria de Ritchie Valens per cap d'any de 1962. Tres dies abans, el pare Wilson li havia comprat un baix elèctric i un amplificador. En aquest poc temps va aprendre a tocar-lo, i Al Jardine va passar a tocar la guitarra rítmica. A l'escenari, Brian feia la majoria de veus principals, i sovint feia harmonies amb el grup en falset.

A principis de 1962, el productor Hite Morgan va demanar a alguns del grup que afegissin veu a un parell de pistes instrumentals que havia gravat amb altres músics. Això va ser l'inici de l'efímer grup Kenny & the Cadets, on Wilson era el líder amb el pseudonim de "Kenny". Els altres eren Carl Wilson, Al Jardine, i la mare dels Wilson Audree. Les úniques cançons que van gravar eren composicions d'en Morgan, "Barbie" i "What Is a Young Girl Made Of?"
Buscant una cançó per continuar sonant a la ràdio, Wilson i Mike Love van escriure "Surfin' Safari", i va provar de gravar-la als estudis World Pacific el 8 de febrer de 1962, junt amb altres melodies, inclosa una versió primerenca de "Surfer Girl". Al cap de pocs dies, desanimat pel mal panorama financer del grup, i refusant d'afegir cançons de Chubby Checker al repertori en directe dels Beach Boys, Al Jardine va plegar del grup, però va tornar al cap de poc temps. Quan Candix Records va tenir problemes econòmics, i va vendre les cintes mestres dels Beach Boys a una altra discogràfica, Murry Wilson va rescindir el contracte. Brian, preocupat per futur del grup, li va demanar al seu pare que els ajudés a tornar a gravar. Però les discogràfiques de Los Angeles van rebutjar les gestions de Murry i Hite Morgan. Quan "Surfin'" anava sortint de les llistes, Brian, que havia començat a escriure cançons amb Gary Usher, en va fer unes quantes de noves, com "409" sobre cotxes. Brian i els Beach Boys van tornar a gravar unes quantes cançons, entre elles una nova versió de "Surfin' Safari" i "409". Aquestes cançons van convèncer a Capitol Records i van publicar les demos en forma de doble cara A; va ser un èxit a nivell nacional.

### Principis com a productor musical i compositor

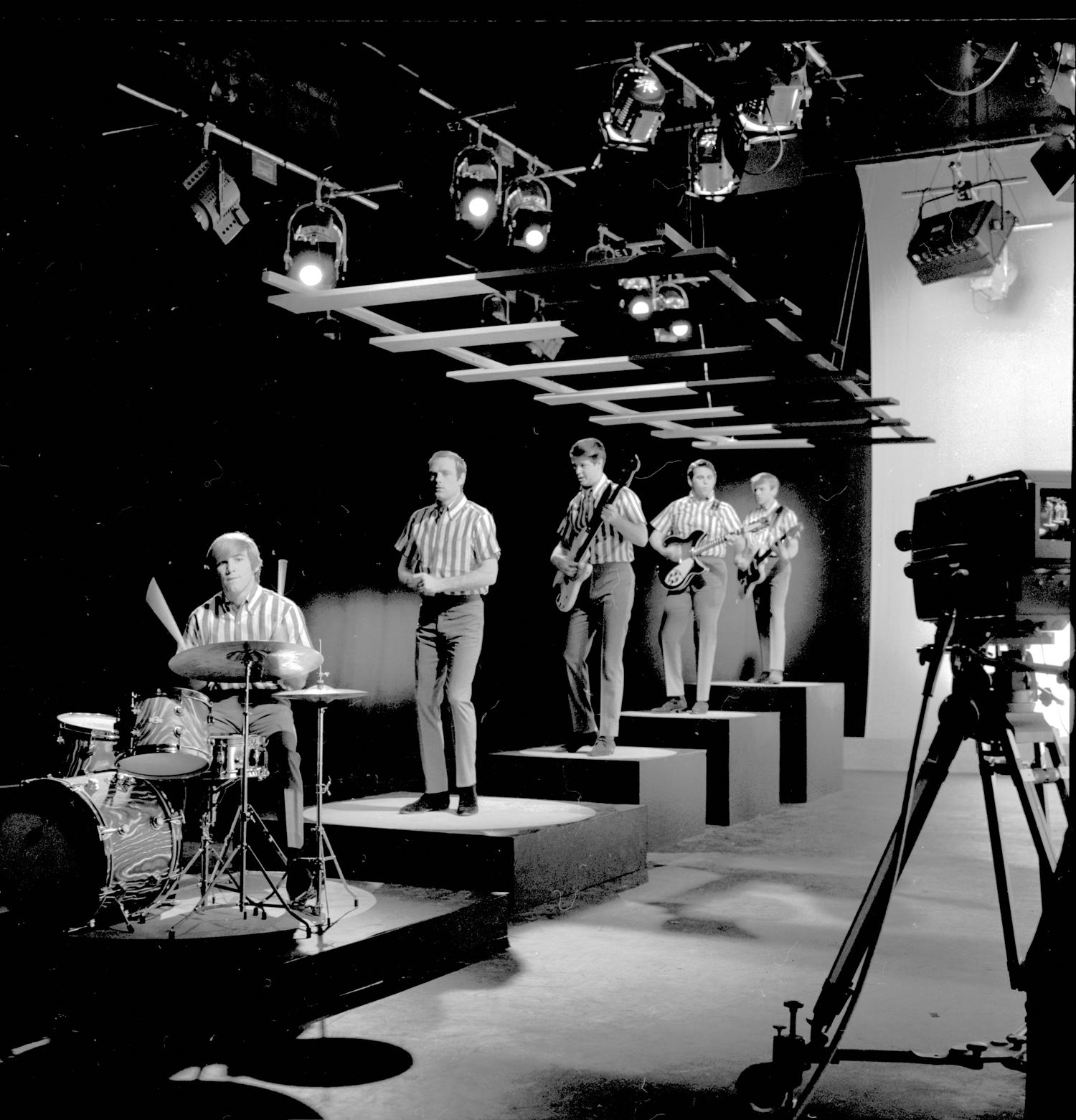
Brian Wilson (al mig) actuant amb els Beach Boys cap al 1964.

Les sessions de gravació del primer àlbum del grup es van fer als estudis del soterrani de l'edifici de la Capitol, a l'agost de 1962, però aviat Brian va començar a demanar un lloc diferent per gravar. Eren habitacions molt grans, pensades per a gravar les grans orquestres i conjunts dels anys 50, no petits grups de rock. Davant de la insistència d'en Brian, Capitol va accedir a deixar que els Beach Boys es paguessin les sessions de gravació en estudis externs, però amb Capitol quedant-se'n tots els drets; a canvi, el grup rebria un percentatge més alt de royalties per les vendes de discos. A més, durant la gravació del primer llarga durada, Brian va lluitar pel dret d'estar a càrrec de la producció, i ho va aconseguir, encara que als crèdits del disc no va sortir-hi fins més endavant.
El gener de 1963, els Beach Boys van gravar el seu primer senzill top-ten (de fet, va arribar al número 3 als Estats Units), "Surfin' U.S.A.", que va començar la ratxa d'èxits de gravacions fetes a United Western Recorders, al Sunset Boulevard de Hollywood. Fou durant les sessions de gravació d'aquest senzill que Brian va decidir començar a gravar les veus del grup mentre sonava una cinta que tocava una gravació anterior, amb el resultat d'un so més profund i ressonant. L'àlbum Surfin' U.S.A. també va ser un gran èxit als Estats Units, arribant al número 2 de vendes nacionals a principis de juliol de 1963. Els Beach Boys ja eren un grup reconegut. L'àlbum Surfer Girl es va gravar entre juny i juliol de 1963, i es va publicar el setembre, i Brian ja hi figurava oficialment com a productor. Aquest LP va arribar al número 7 de les llistes americanes, i contenia uns quants senzills que també van arribar al top 15. Pensant que la temàtica del surf començava a esgotar-se, Brian va decidir de crear melodies sobre cotxes per al quart àlbum dels Beach Boys, Little Deuce Coupe, que es va publicar l'octubre de 1963, només tres setmanes després del Surfer Girl. Aquell mes, el guitarrista David Marks va plegar del grup, i això va significar que Brian havia de tornar a fer les gires amb els Beach Boys, reduint el temps que podia passar a l'estudi de gravació.
Durant bona part de la dècada, Brian va intentar d'establir-se com a productor treballant amb artistes diferents. El 20 de juliol de 1963, Surf City, que havia escrit juntament amb Jan Berry del grup "Jan and Dean" fou la primera composició seva que arribava al número u de les llistes americanes. L'èxit el va fer content, però va provocar la ira de Murry i de Capitol Records. En Murry va arribar a ordenar al seu fill gran que deixés de fer col·laboracions amb Jan and Dean. Durant aquesta època, Brian va treballar amb altres grups a part dels Beach Boys: The Castells, Donna Loren, Sharon Marie, the Timers i the Survivors. El grup més notable amb qui es va associar en aquesta era fou The Honeys, que Wilson volia que fossin el contrapunt femení als Beach Boys, i era la seva manera de competir amb els grups femenins que dirigia Phil Spector, com The Crystals i The Ronettes. Va continuar compaginant les gravacions amb els Beach Boys i la producció de discos per a altres artistes, però amb menys èxit en aquesta segona faceta, excepte amb Jan and Dean.
Les primeres influències sobre la seva música no eren sols, com s'ha dit abans, els Four Freshmen i Chuck Berry, sinó també la feina del productor Phil Spector, que va popularitzar les tècniques de producció del "mur de so", amb les quals Wilson va desenvolupar una pràctica obsessió durant la major part de la seva vida. A la dècada dels 60, Wilson va declarar que Spector era "…el productor més influent. És etern. Crea una fita cada vegada que entra a l'estudi." Es diu que Wilson va dir més endavant que "No vaig poder pensar de veritat com a productor fins que vaig familiaritzar-me de veritat amb la feina de Phil Spector". Wilson va provar d'enviar-li dues de les seves composicions a Spector: "Don't Worry Baby" i "Don't Hurt My Little Sister"; les dues pensades per a The Ronettes. Spector no va voler "Don't Worry Baby", però va acceptar "Don't Hurt My Little Sister" amb la condició que tornés a escriure la cançó com a "Things Are Changing (for the Better)". Wilson fou convidat a tocar el piano a la gravació de la cançó, però l'en van treure perquè "no tocava prou bé". Wilson va assistir a la sessió de gravació de "River Deep - Mountain High", d'Ike & Tina Turner, on es va asseure "embadalit" i "no va dir res".
L'exigent programa d'actuacions dels Beach Boys, suposava cada cop més una càrrega per a Brian, i després d'una crisi nerviosa a bord d'un vol entre Los Angeles i Houston, el 23 de desembre de 1964, va deixar d'actuar en directe amb el grup, per poder concentrar-se en la composició i la producció musical. Wilson va declarar el 1971: "em va semblar que no podia triar. Estava esgotat mentalment i emocionalment, perquè corria per tot arreu, saltant d'una ciutat a l'altra amb avió, una nit a cada lloc, i també produint, component, arranjant, cantant, planificant, ensenyant—fins al punt que no tenia pau mental i cap possibilitat de seure una estona i pensar ni tan sols descansar." Van agafar temporalment Glen Campbell per ocupar el seu lloc a les actuacions, abans que Bruce Johnston el reemplacés.
Fou aquell desembre que Wilson va començar a prendre cànnabis. La droga li va permetre d'alleujar l'estrès i li va inspirar més creativitat, i Wilson va acabar el següent àlbum dels Beach Boys, Today! a finals de gener de 1965, i de seguida va començar a treballar en el següent, Summer Days (And Summer Nights!!). En algun moment d'abril, Wilson va viure la seva primera experiència psicodèlica, que li va canviar les seves percepcions musicals i espirituals, com va explicar l'any següent: "vaig tenir el que considero una experiència molt religiosa. Vaig prendre LSD, una dosi sencera de LSD, i després, una altra vegada, en vaig prendre una dosi més petita. I vaig aprendre moltes coses, com la paciència, l'enteniment. No t'ho puc ensenyar, ni dir-te què en vaig aprendre en prendre-ho. Però ho considero una experiència molt religiosa". El qui l'hi va proporcionar tenia dubtes de fer-ho, perquè creia que no estava preparat, però ha explicat que la seva dosi va ser "cent vint-i-cinc mics d'Owsley pur" (Owsley era el proveïdor més important d'LSD en aquella època) i que "va experimentar la mort de l'ego sencera. Va ser bonic." La música de "California Girls" va venir d'aquesta primera experiència amb l'LSD. Wilson va continuar experimentant amb psicòtrops durant els següents anys, de vegades fins i tot durant les sessions de gravació. Es va obsessionar amb la psicodèlia, i preveia que "la música psicodèlica cobrirà la faç de la terra i acolorirà tota l'escena de la música popular". Una setmana després del seu primer "viatge" d'LSD, Wilson va començar a tenir al·lucinacions auditives, que se li han mantingut tota la vida.

### Pet SoundsiSmile
A finals de 1965, Wilson va començar a treballar en material per a un nou àlbum, després de publicar un senzill que era una versió orquestrada de la cançó popular "Sloop John B", que havia popularitzat The Kingston Trio el 1958. En començar a treballar per al nou projecte, Pet Sounds, Wilson va començar una associació temporal per escriure les cançons amb el lletrista Tony Asher. Wilson, que havia gravat la instrumentació amb The Wrecking Crew va reunir els Beach Boys per gravar les veus, quan van tornar d'una gira pel Japó. En sentir el que Wilson havia creat, el grup, sobretot Mike Love, va criticar la música del seu líder, i va expressar la seva insatisfacció. En aquell moment, Wilson encara tenia un control considerable dins del grup, i, segons ell mateix, van acabar superant la reacció negativa inicial, a mesura que s'anava perfilant la nova música. L'àlbum es va publicar el 16 de maig de 1966, i, malgrat que en aquell moment les vendes no van ser gran cosa, s'ha convertit en un dels àlbums favorits de la crítica, i sovint apareix a les llistes dels millors àlbums de tots els temps. Encara que el disc es va publicar amb el nom del grup, Pet Sounds es pot considerar un disc en solitari de Brian Wilson—Wilson va considerar la idea de fer-ho, en publicar "Caroline, No" com a senzill en solitari el març de 1966—arribant al número 32 de les llistes de Billboard.
Durant les sessions de gravació de Pet Sounds, Wilson havia treballat en una altra cançó, que no es va incloure al disc perquè no la veia prou completa. La cançó, Good Vibrations va crear un nou estàndard per als músics i per al que es podia aconseguir en un estudi de gravació. Es va gravar en múltiples sessions i en estudis diversos, i la seva gravació va acabar costant 50.000 dòlars i va trigar sis mesos. L'octubre de 1966, es va publicar el senzill de la cançó, que va ser el tercer número u dels Beach Boys, després de "I Get Around" i "Help Me, Rhonda". Se'n van vendre més d'un milió de còpies.
Vist l'èxit aclaparador de "Good Vibrations", Capitol Records va decidir de donar suport a Wilson per al seu següent projecte, que s'havia d'anomenar Dumb Angel però de seguida se li va canviar el títol a Smile, que Wilson descrivia com una "simfonia adolescent a Déu". "Good Vibrations" s'havia gravat de forma modular, amb seccions escrites i gravades per separat i ajuntades després, i el concepte de Wilson per al nou àlbum era continuar fent el mateix, cosa que representava un trencament amb la manera de treballar típica dels estudis d'aquella època, en què es gravava una actuació. Va conèixer en una festa a Van Dyke Parks, i li va agradar la seva "eloqüència visionària", començant a treballar amb ell a la tardor de 1966. Després que Wilson instal·lés un sorral a la seva sala d'estar, la parella va col·laborar estretament en algunes cançons per a Smile. Wilson va gravar pistes de suport, sobretot amb músics de sessió, al llarg de l'hivern. Cap al Nadal de 1966, però, els conflictes dins del grup, i els propis problemes personals creixents de Brian van provocar un caos definitiu al projecte. La publicació estava prevista originalment per a gener de 1967, però es va anar endarrerint, fins que se'n va anunciar la cancel·lació el maig de 1967.

### Reducció de la implicació amb els Beach Boys
Vam deixar aquell ritme de producció, de veritat perquè estava a punt de morir-me. M'esforçava al màxim. I de sobte, vaig decidir de no esforçar-me més, i no provar de fer coses tan importants, coses musicalment tan enormes. I ens ho vam passar tan bé. L'era de Smiley Smile va ser boníssima, era increïble. Personalment, espiritualment, tot, era boníssim. No tenia cap sentiment paranoic.
Després de la cancel·lació de Smile els Beach Boys van traslladar-se a l'estudi que hi havia a la sala d'estar de la nova mansió de Brian Wilson a Bel-Air (que havia estat la casa d'Edgar Rice Burroughs), on van fer les principals gravacions fins al 1972. Alguns comentaristes consideren que aquest fou "el moment en què els Beach Boys van començar a passar de vanguàrdia a nostàlgia". Durant la segona meitat de 1967, Wilson només va supervisar la producció d'algunes cançons amb molta orquestració, que tenien continuïtat amb la seva feina a Pet Sounds i Smile, com ara "Can't Wait Too Long" i "Time to Get Alone". Els èxits menors que van tenir Smiley Smile i Wild Honey (amb influències de R&B), van culminar en les orquestracions apagades i l'ètica col·laborativa de Friends—el primer fracàs comercial clar del grup—i l'interès de Wilson en els Beach Boys va començar a disminuir.
Encara aclaparat psicològicament per la cancel·lació de Smile, el naixement imminent de la seva primera filla Carnie Wilson el 1968, i amb el perill d'insolvència financera dels Beach Boys, la direcció creativa de Wilson dins del grup va anar atenuant-se; a més, havia afegit la cocaïna al seu menú habitual d'amfetamines, marihuana i psicodèlics. Va acabar ingressant en un hospital psiquiàtric durant un breu període. El seu biògraf Peter Ames Carlin ha especulat que Wilson hi havia entrat voluntàriament, i va rebre diferents tractaments, des de xerrades fins a dosis altes de sals de i teràpia electroconvulsiva durant aquesta estada.
Durant la seva absència, el disc de 1969 20/20 va consistir bàsicament en descarts de Smile ("Cabinessence" i "Our Prayer") juntament amb "Time to Get Alone", que havia trigat molt a completar-se. La cançó principal de l'àlbum, escrita per Wilson/Love, "Do It Again", era un retorn descarat als antics èxits surfers i havia estat un èxit internacional l'estiu de 1968, arribant al número 20 a les llistes americanes, al número 1 al Regne Unit i Austràlia, i obtenint bones posicions en altres països. Durant aquesta fase, Wilson també va col·laborar amb el seu pare (que treballava amb el pseudònim de Reggie Dunbar) a "Break Away", l'últim senzill per a Capitol Records amb el contracte original; encara que no va tenir massa èxit als Estats Units (amb un màxim de 63 a la llista de Billboard), la cançó va arribar al número 6 de les llistes de senzills britàniques.
En una roda de premsa convocada originalment per promocionar "Break Away" amb els mitjans europeus poc després, Wilson va reconèixer que "li devem diners a tothom. I si no ens aixequem i traiem un èxit aviat, encara tindrem problemes pitjors... Sempre he dit: 'Has de ser sincer amb el teus fans'. No veig per què he de mentir i dir que tot va com una seda quan no hi va". Aquestes declaracions polèmiques van acabar d'enfonsar unes negociacions que s'havien estat gestant des de feia temps amb Deutsche Grammophon. Quan Murry Wilson va vendre l'editorial Sea of Tunes (que incloïa la major part de l'obra de Brian Wilson) a A&M Records per 700.000 dòlars, en el punt més baix de popularitat del grup, es va renovar l'antiga mala maror entre pare i fill. Però el 1970, Brian encara va substituir Mike Love durant una gira pel Nord-Oest mentre Love es recuperava d'una malaltia. També va tornar a escriure i a gravar amb els Beach Boys a bon ritme; set de les dotze cançons noves de l'àlbum de 1970 Sunflower les havia escrites i co-escrites en Brian. No obstant, el disc va ser un fracàs comercial als Estats Units: només va entrar en llistes durant quatre setmanes a l'octubre, i la posició màxima va ser el 151. Després de la rescissió del contracte amb Capitol el 1969, el nou contracte amb Reprise Records (negociat per Van Dyke Parks, que treballava a la discogràfica en aquella època) requeria la implicació proactiva de Brian Wilson amb el grup en tots els àlbums—un requisit que va provocar molts problemes al grup durant els anys següents.

## Dècades de 1970 i 1980
Al llarg dels primers 1970, Wilson va acumular multitud de gravacions casolanes que més endavant s'han anomenat informalment les "Bedroom Tapes" (cintes del dormitori). La majoria d'aquestes gravacions encara no s'han publicat ni s'han escoltat. Part del material s'ha descrit com a "esquizofrènia en cinta", o "cançons intensament personals d'humanisme tendre i experimentacions estranyes, que reflectien el seu llavors fràgil estat emocional". L'arxiver dels Beach Boys, Alan Boyd va observar: "Molta de la música que Brian creava durant aquest període era ple d'exercicis sincopats i contrapunts apilats sobre grups tremolosos de corxeres i melodies de swing. En pots veure rastres en moments de 'California Girls,' 'Wouldn't It Be Nice' i molt més a Smile, però durant els anys 70 es converteix gairebé en una mania". Les filles de Wilson han fet comentaris sobre aquesta època. Wendy Wilson explica: "allà on altres persones podrien sortir a córrer per rebaixar l'estrès, ell se n'anava al piano i escrivia una cançó de cinc minuts". Carnie Wilson ha declarat:
| « | Els meus records d'ell són que anava voltant d'una habitació a una altra…pensant en alguna cosa. Jo sempre volia saber què estava pensant, saps? qui sap què hi tenia al cap? Recordo que un dia va escriure una cançó sobre una cigarreta. Va dir: "vaig a escriure una cançó sobre una cigarreta!" i jo vaig dir 'OK...', i, literalment, tres minuts més tard vaig entrar a l'habitació, la cançó estava feta, l'estava tocant al piano, alguna cosa de com tiraria la burilla al lavabo. Ens vam acostumar a aquest ambient. Era molt musical; sempre hi havia un piano en marxa. O tocava "Rhapsody in Blue", o…"Be My Baby"–Vull dir— em despertava cada matí amb boom boom-boom pow! Boom boom-boom pow! Cada dia. | » |

Fins i tot aquells anys que se suposava que estava reclòs, Brian baixava tot sovint, aquest home enorme amb un barnús. I anàvem als llocs. En Brian i jo solíem pujar al seu Mercedes i anàvem fins al Radiant Radish o Redondo Beach i xerràvem amb els seus companys d'institut, o anàvem a buscar la Carol Mountain. Brian era ben normal amb mi.
L'any 1969, Wilson va obrir una botiga de menjar dietètic anomenada The Radiant Radish ("El rave radiant"). La botiga va tancar el 1971 degut a les pèrdues, i en general, la falta d'instint empresarial de Wilson. Mentre treballava a la botiga, va conèixer el periodista i presentador de ràdio Jack Rieley, que durant els propers anys va acabar fent de mànager dels Beach Boys i de lletrista principal per les cançons de Wilson. Les informacions d'aquella època detallaven Wilson com a "cada cop més retirat, pensatiu, eremític ... i de tant en tant, se'l veu al darrere d'alguna limusina, voltant per Hollywood, amb cara de cansat i sense afaitar, ben arrupit". El lletrista Stanley Shapiro ha contradit aquestes informacions. De totes maneres, la reputació de Wilson es va ressentir de les seves llegendàries excentricitats, i de seguida es va convertir en un fracassat comercial que les discogràfiques temien. Quan Shapiro va convèncer Wilson de reinterpretar i tornar a gravar algunes cançons dels Beach Boys per recuperar-ne el llegat, va posar-se en contacte amb un altre compositor, Tandyn Almer, perquè els ajudés. Els tres van passar un mes treballant en cançons de l'àlbum Frineds. Quan Shapiro va passar les cintes de demo als executius d'A&M Records, ho van trobar prou bo fins que fan saber que també hi havia implicats Wilson i Almer, i llavors van vetar la idea. L'amistat de Wilson amb Almer sembla que es va deteriorar poc temps després, per diversos factors, que podrien incloure una suposada relació d'Almer amb la seva dona, Marilyn Wilson i el presumpte robatori d'equips de gravació de l'estudi de casa seva.
Wilson va tocar i cantar a bona part del disc de 1971 Surf's Up —que va aconseguir el punt més alt del grup a les llistes des de 1967 (29)—i va escriure sol o en col·laboració quatre de les deu cançons del disc, inclosa la que li donava nom. Segons l'enginyer Stephen Desper, els efectes acumulatius del consum de cocaïna i tabac per Wilson van començar a afectar el seu registre vocal durant les sessions de gravació de Surf's Up.
A finals de 1971 i principis de 1972, va treballar en un disc per the American Spring titulat Spring, una col·laboració entre les antigues Honeys Marilyn Wilson i Diane Rovell. Es va implicar a fons en les gravacions fetes a casa seva amb el co-productor David Sandler i l'enginyer Stephen Desper, i va treballar significativament a més de la meitat de les cançons. Igual que a bona part de la seva feina durant aquesta època, les seves contribucions "anaven i venien". Al mateix temps, va contribuir a tres de les vuit cançons del disc dels Beach Boys de 1972, Carl and the Passions – "So Tough".
Més endavant el 1972, va accedir de mala gana a acompanyar el grup als Països Baixos, on es van establir per gravar Holland. Encara que físicament hi era, sovint es col·locava (sobretot amb haixix i sidra amb alcohol) i amb prou feines participava, limitant-se a treballar en "Funky Pretty" (una col·laboració amb Mike Love i Jack Rieley), una introducció cantada d'una sola frase a California Saga: California d'Al Jardine, i Mount Vernon and Fairway (A Fairy Tale), una suite narrativa que el grup va rebutjar; al final, Carl Wilson va cedir i va permetre que la suite es publiqués com a EP addicional juntament amb l'àlbum. Quan Reprise va rebutjar tot l'àlbum, hi van afegir la cançó "Sail On, Sailor" (feta en col·laboració amb Van Dyke Parks l'any abans) i la van publicar com a primer senzill. Les ràdios la van posar força, va entrar en llistes, i va quedar al repertori per als concerts.
El 1973, Jan Berry (de Jan & Dean, amb l'àlies JAN) va publicar el senzill "Don't You Just Know It", un duet amb en Brian Wilson.

### Període de reclusió
Esnifava cocaïna, cosa que no hauria d'haver començat mai. M'embolicava el pensament, i em desconnectava de la música. Només recordo llegir revistes. Deia "porteu-me un Playboy! Porteu-me un Penthouse!
El juny de 1973 va morir el pare dels Wilson, i en Brian es va passar bona part dels dos anys següents tancat a les habitacions del xofer de casa seva; dormint, emborratxant-se, prenent drogues (flirtejant fins i tot amb l'heroïna), menjant massa, i demostrant comportament autodestructiu en general. Va provar d'estimbar-se amb el seu cotxe, i una altra vegada, va reclamar que l'empenyessin i l'enterressin en una tomba que havia cavat al seu jardí. Durant aquest període, la seva veu es va deteriorar de forma significativa a causa del seu consum de cocaïna i de tabac. Wilson ha explicat que durant aquesta època només estava preocupat per "drogar-se i passar l'estona amb Danny Hutton". John Sebastian, dels Lovin' Spoonful passava sovint per la casa de Wilson a Bel-Air per improvisar música, i recorda: "No tot era depressiu". Encara que cada vegada sortia menys de dia, Wilson passava moltes nits fraternitzant amb altres rockers (una colla que s'autoanomenaven els Hollywood Vampires) com Alice Cooper i Iggy Pop; s'explica un episodi en què Wilson va enredar-los a tots per cantar contínuament una cançó tradicional infantil a casa del Hutton; l'Iggy Pop va acabar sortint de l'habitació dient "he de sortir d'aquí, aquest paio està sonat!"; altres visitants de casa del Hutton eren membres dels "Vampirs" com Harry Nilsson, John Lennon, Ringo Starr, i Keith Moon. Micky Dolenz recorda estar prenent LSD amb Wilson, Lennon, i Nilsson, amb Wilson "tocant només una nota al piano una vegada i una altra". Unes quantes vegades, la Marilyn Wilson havia enviat els seus amics que saltessin la tanca d'en Hutton i s'emportessin a la força el seu marit. L'agost de 1974, el van fotografiar a la festa del 28 aniversari de Keith Moon, vestit només amb un barnús. L'any 1974, Wilson va interrompre una actuació del músic de jazz Larry Coryell a Hollywood saltant a l'escenari i cantant "Be-Bop-A-Lula", vestit un altre cop amb barnús i sabatilles.
Durant l'estiu de 1974, la recopilació dels millors èxits de l'era de Capitol Records, Endless Summer va arribar al número u de les llistes de Billboard, confirmant la rellevància dels Beach Boys a l'imaginari popular. Però les sessions de gravació per a un nou disc no van ser gaire productives. Al final, Wilson es va dedicar a una cançó de Nadal que va escriure amb Stephen Kalinich; però es va publicar massa tard per al mercat de vacances, i no va entrar en llistes.
Encara que el contracte amb Warner Brothers encara era vigent, Wilson va signar un acord paral·lel amb Equinox Records a principis de 1975. Juntament amb Bruce Johnston i Terry Melcher, que tenien interessos en Equinox, van fundar un supergrup anomenat California Music, amb altres músics de Los Angeles. Aquest contracte fou anul·lat per la direcció dels Beach Boys, que ho van interpretar com un intent de Wilson de fer calaix perquè cada vegada gastava més en drogues, i van exigir que Wilson concentrés els seus esforços en els Beach Boys, encara que el que ell volia era escapar del grup. El grup California Music es va desfer immediatament.

### Època amb Landy
[Landy] feia molt teatre…No el podies aturar. Ell era l'estrella de la història…Era molt cregut.…Feia tantes coses diferents que pensaves que tot plegat havia estat una enredada. No obstant, una manera d'evitar que una persona prengui drogues és tenir un guàrdia allà mateix que li ho impedeixi. Se'n diu presó, d'això, però era a casa seva. 
Desanimats pel seu deteriorament continuat i sense ganes de pagar-lo com si fos un membre actiu a les gires dels Beach Boys (situació que s'havia mantingut durant una dècada), Marilyn i la família Wilson van contractar els serveis del terapeuta radical Eugene Landy l'octubre de 1975. Encara que Landy va diagnosticar Brian com a esquizofrènic paranoic (diagnòstic del qual se'n va desdir més endavant), el tractament va fer que Brian fos més estable i sociable, i la seva productivitat va tornar a augmentar. La frase "Brian's Back!" (El Brian ha tornat!) va ser la promoció principal del nou àlbum dels Beach Boys, 15 Big Ones, publicat coincidint amb el quinzè aniversari del grup. Era una barreja de versions de cançons pop tradicionals amb material original, i fou una èxit comercial. Malgrat que les crítiques foren tèbies, va arribar al número 8 de la llista d'àlbums de Billboard, la posició més alta del grup (a part d'Endless Summer i la següent recopilació de 1975 Spirit of America) des de 1965. Brian va tornar a aparèixer a l'escenari amb el grup, alternant entre el piano i el baix, i fins i tot va aparèixer ell tot sol a Saturday Night Live el novembre de 1976.

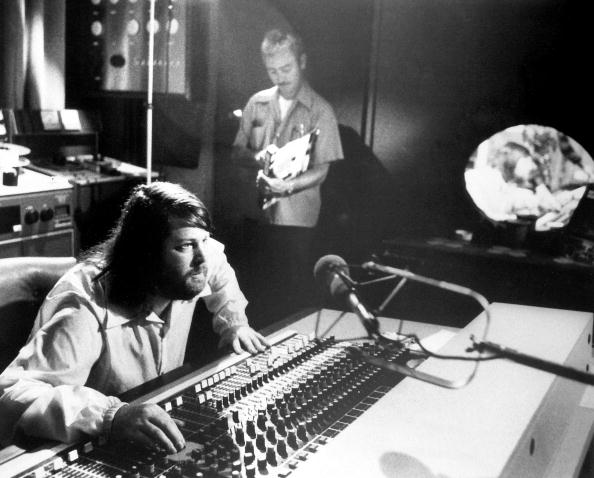
Brian Wilson en una sessió de gravació de 15 Big Ones, cap al 1976

Molta gent va informar que el comportament de Brian durant aquesta època, era estrany i desconcertant, i el paper de Landy "no ètic" i ostentós. Sovint, Wilson demanava drogues a mitja entrevista. En aquesta època, Brian estava sempre vigilat per guardaespatlles, cosa que ressentia. L'escriptor David Felton va publicar un article a Rolling Stone anomenat "La Curació del Germà Brian", que explicava episodis excèntrics de la seva relació entre Brian i Landy. Una anècdota explicava que el personal mèdic de Landy li prometia a Brian una hamburguesa amb formatge a canvi d'escriure una cançó nova. Felton parlaria més endavant de l'absurditat de les seves interaccions, i va indicar que no estava segur si el comportament d'en Brian era realment així o si és que estava sota una pressió extrema per acontentar Landy i els seus col·laboradors. Felton explica moltes situacions on Landy va esbroncar Brian en públic per no complir les seves estrictes guies de comportament, que creia que Brian sentia una gran pressió per a cooperar per culpa d'això. Va explicar que "[Landy] va dir 'en Brian no té tant sentit de l'humor', i no vaig saber mai què contestar-li. En té, o no en té? De vegades crec que tindria un sentit de l'humor molt retorçat, i d'altres penso que parlava gairebé com un robot…Tot encarcarat i sense emoció ni afectació…Fa el que li diuen però no fa gran cosa més…I així es manté fora de perill". Stanley Shapiro diria més endavant: "El costat unidimensional d'en Brian sembla un zombie. Però quan menys t'ho esperes, et sorprèn amb les coses que diu".
Brian va expressar un fort desig de plegar del grup i gravar un àlbum en solitari en aquesta època, però no podia degut als conflictes que s'haurien creat entre ell i el grup, fent que comentés "de vegades em sento com una mercaderia a la borsa". També deixava clar que volia gravar una altra obra que estigués al nivell de Pet Sounds. L'abril de 1977, va sortir un disc amb cançons noves d'en Brian, Love You amb el nom dels Beach Boys, però amb contribucions mínimes per part del grup. Brian el va descriure com un intent de deixar enrere la seva inestabilitat mental provocada per la inactivitat. Love You es considera una obra pionera de synthpop. Va arribar al número 53 de les llistes, i molts crítics el van alabar com a gran fita artística. El públic en general, però, no li va fer gaire cas.
Landy va tenir cura d'en Brian durant catorze mesos, fins al desembre de 1976, quan el terapeuta fou acomiadat per una discussió sobre els seus honoraris. Al llarg dels anys següents, Brian va alternar períodes d'estabilitat relativa, i rebrots de les seves addiccions a les drogues i al menjar. Es va divorciar el gener de 1979 amb acusacions d'infidelitat per part de la Marilyn, i de comportament inapropiat per la part de Brian (presumptament oferint drogues a les seves filles), però es va considerar que havia estat una rendició mútua a la pressió dels continus problemes de salut emocional d'en Brian. Va estar entrant i sortint d'hospitals, i continuava amb un comportament erràtic, amb canvis d'humor molt freqüents. Una vegada, va marxar tot sol durant uns quants dies fins que el van trobar en un bar gay tocant el piano a canvi de beguda. El paper d'en Brian dins del grup—i el pervindre comercial dels Beach Boys—va tornar a disminuir. El 1982, en Brian pesava més de 150 kg, i havia recuperat les seves addiccions. La seva companya i infermera Carolyn Williams va acusar en Dennis de provocar en Brian perquè comprés uns 15.000 dòlars de cocaïna. Quan el guardaespatlles d'en Brian, Rocky Pamplin, i el seu cosí Stan Love se'n van assabentar, li van donar una pallissa a en Dennis a casa seva; els van multar amb 10.000 dòlars, i una ordre d'allunyament. Després que Brian patís una sobredosi amb una combinació d'alcohol, cocaïna i altres drogues, van tornar a contractar en Landy, i va emprendre un programa més radical per provar de recuperar la salut d'en Brian. El rograma implicava "expulsar-lo" dels Beach Boys el novembre de 1982 a petició de Carl Wilson, aïllant-lo de la seva família i els seus amics a Hawaii, i posant-lo a règim. Landy va descriure el programa al seu llibre Manual de psicoteràpies innovadores així:
| « | L'èxit de la teràpia de vint-i-quatre hores depèn de fins a quin punt l'equip terapèutic pugui exercir el control sobre cada aspecte de la vida del pacient. ... [L'objectiu és] alterar totalment la privacitat de la vida del pacient, obtenint un control complet sobre tots els aspectes dels seus entorns físic, personal, social i sexual. | » |

Aquesta teràpia va aconseguir recuperar la salut física d'en Grian. Va perdre més de 45 kilos i feia esport. Quan es va consolidar la seva recuperació, va tornar amb els Beach Boys per al concert Live Aid de 1985 i va participar en la gravació del disc The Beach Boys, produït per Steve Levine. Però després de la publicació de l'àlbum, Brian va deixar de treballar amb els Beach Boys regularment, degut al control que Landy exercia sobre ell. Al final, la teràpia de Landy controlava tota la vida de Brian, fins i tot la seva direcció musical. A mitjans dels anys 1980, Landy va afirmar: "influeixo en tot el pensament de Brian. Sóc pràcticament membre del grup ... Som socis a la vida" mentre que Brian responia a les acusacions dient: "la gent diu que el Dr. Landy porta la meva vida, però la veritat és que jo controlo". Entre 1983 i 1986, Landy va cobrar uns 430.000 dòlars cada any. Quan va demanar més diners, Carl Wilson va haver de vendre una quarta part dels royalties d'en Brian.

#### Primer àlbum en solitari
Brian va signar amb Sire Records per fer un disc en solitari, i va treballar amb gent diferent (entre ells, la companya d'en Landy) com a coautors de les cançons noves. El vell amic Gary Usher va participar en les primeres demos per l'àlbum, però Landy el va fer fora del projecte. Després d'uns quants anys de preparació, Brian va publicar el seu primer àlbum en solitari, Brian Wilson. És probable que el disc tingués molta influència d'en Landy, ja que controlava tots els aspectes de la composició, gravació i les lletres.
Encara que el seu disc en solitari va tenir bones crítiques, hi havia molts rumors que Brian havia patit una feridura o que havia quedat invàlid degut a l'abús de les drogues. El problema real era que Brian, a qui Landy havia receptat grans quantitats de medicació psicoactiva, havia desenvolupat discinèsia tardana, una malaltia neurològica que presenta moviments involuntaris repetitius. Aquesta malaltia la pateixen aproximadament un 20% dels pacients que es tracten amb medicaments antipsicòtics durant un període prolongat. Durant la gravació del disc Brian Wilson, els enginyers havien observat el que semblava "tots els medicaments del món", a la bossa de medecines que Landy feia servir per portar els medicaments que li havien receptat al Brian. Per desmentir aquestes afirmacions, Landy es va separar de Wilson el 1989 per demostrar que en Brian podia funcionar de forma independent. No obstant, van continuar sent "socis en el negoci". El 1990, la discogràfica Sire va rebutjar la proposta de Brian de fer un segon disc en solitari sota la direcció de Landy, anomenat Sweet Insanity. Es creu que les lletres autoreveladores de "cançons terapèutiques" com "Brian", i un fals rap com la suposadament sexista "Smart Girls", van fer mal a l'àlbum.
L'any 1990 van aparèixer unes memòries falses, Wouldn't It Be Nice: My Own Story, que es van publicar el 1991. Al llibre, del qual encara se'n debat l'autoria real, Brian parlava de la seva relació problemàtica amb el seu pare, Murry, les seves baralles amb els Beach Boys i els seus "anys perduts" amb malalties mentals. Encara que el llibre es basava en entrevista amb Brian i d'altres, fetes per Todd Gold, es creu que és la biografia de Brian escrita per Landy (en un testimoni judicial per un altre cas, Wilson va testificar que ni tan sols havia llegit l'esborrany final del manuscrit, i encara menys l'havia escrit.) L'ús il·legal de medicaments psicoactius, i la influència de Landy sobre els assumptes financers de Brian va acabar-se quan Carl Wilson i altres membres de la família van guanyar una batalla legal de dos anys per la custòdia de Brian. Landy va perdre la llicència per exercir a Califòrnia, i se li va imposar una ordre d'allunyament.

## 1990s–2000s
Wilson va publicar dos discos alhora el 1995. El primer era la banda sonora del documental de Don Was Brian Wilson: I Just Wasn't Made for These Times, que consistia en noves versions de cançons dels Beach Boys, i algunes de pròpies. Al segon, Orange Crate Art, Wilson feia de cantant en un disc produït, arranjat, i compost per Van Dyke Parks. A I Just Wasn't Made for These Times, Wilson actua per primera vegada amb les seves filles, ja adultes, Wendy i Carnie, que s'havien fet famoses per ser membres del grup Wilson Phillips, i també amb Van Dyke Parks. Al documental també hi sortien molts altres músics alabant en Brian, i va renovar l'interès en Wilson com a geni del pop i de la producció musical. Roger Manning expica una anècdota de Wilson en què es va quedar adormit al piano, però continuava tocant. Més endavant, Wilson i les seves filles Carnie i Wendy van publicar un disc junts anomenat The Wilsons (1997). També per aquesta època, Wilson va fer els cors a la cançó "California" de Belinda Carlisle.
No va participar en el 27è disc d'estudi dels Beach Boys, Summer in Paradise, però va tornar a col·laborar-hi en algunes sessions de gravació i actuacions en directe des de principis fins a mitjans dels anys 1990. També va participar en el disc dels Beach Boys de 1996, Stars and Stripes Vol. 1, on els Beach Boys acompanyaven músics country que cantaven les seves cançons més famoses.

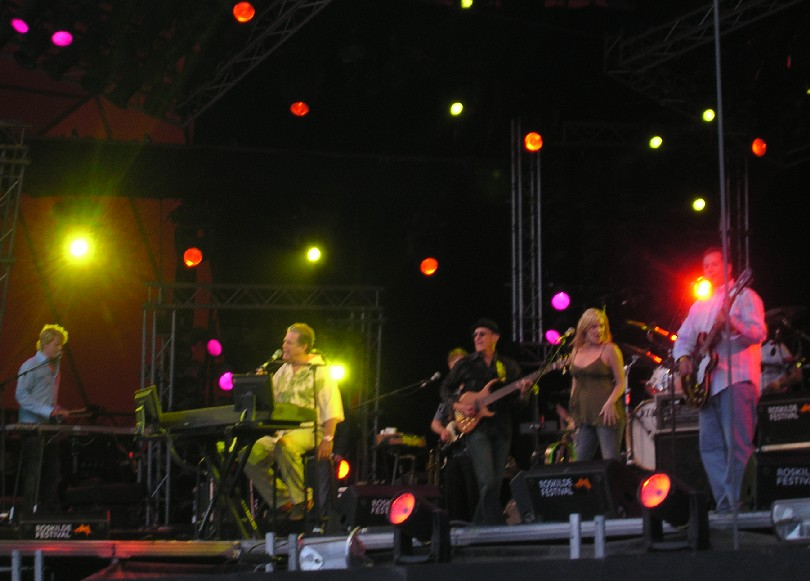
La Brian Wilson Band actuant el 2005.

El 1998, va formar equip amb el productor Joe Thomas, per a l'àlbum Imagination. Després d'aquesta feina, va rebre un intens entrenament de veu per millorar-la, va aprendre a controlar el seu pànic als escenaris, i va començar a actuar en directe amb regularitat per primera vegada en dècades. El resultat d'això fou una gira on va tocar el disc Pet Sounds sencer per tots els Estats Units, Regne Unit i Europa. El 1999, Wilson va posar un plet contra Thomas, exigint danys i perjudicis i una declaració que l'alliberés per poder treballar sol al seu següent disc, sense la implicació d'en Thomas. Wilson va al·legar que Thomas havia començant a enriquir-se il·lícitament gràcies a la seva associació amb Wilson. Thomas va respondre amb un altre plet, dient que Melinda Wilson havia "conspirat i manipulat" contra ell i Wilson. Es va arribar a un acord extrajudicial. El tercer disc en solitari de Wilson, Gettin' In Over My Head (2004) tenia col·laboracions amb Elton John, Paul McCartney, Eric Clapton i el seu germà Carl, que havia mort el febrer de 1998.

### Brian Wilson Presents Smile
Amb la salut mental recuperada, Wilson va decidir de tornar al projecte Smile de 1967. Amb l'ajuda del músic Darian Sahanaja, dels Wondermints i el lletrista Van Dyke Parks, Wilson va canviar el material que tenien de les sessions de gravació, per obtenir alguna cosa que funcionés en directe. El resultat es va revelar finalment en un concert el 20 de febrer de 2004, 37 anys després de concebre's, encara que després va explicar que el producte final era força diferent del que s'havia previst originalment. Wilson va debutar al Royal Festival Hall de Londres i després va fer una gira pel Regne Unit. Després de la gira, es va gravar el disc, i es va publicar el setembre. Va arribar al número 13 de les llistes Billboard. El 2005, Wilson va guanyar el seu primer premi Grammy per la cançó "Mrs. O'Leary's Cow" com a millor cançó instrumental de rock. Va fer una gira de promoció del disc a finals de 2004 per Austràlia, Nova Zelanda i Europa.
El febrer de 2005, Wilson va fer un cameo a la sèrie de televisió Duck Dodgers in the 24½th Century fent de conseller espiritual surfer de l'ànec Daffy. El 2 de juliol de 2005 va actuar al concert Live 8 a Berlín. El setembre de 2005, Wilson va organitzar una recollida de diners per ajudar les víctimes de l'huracà Katrina, on la gent que donessin 100 dòlars o més rebrien una trucada personal d'ell mateix. Segons el web, van aconseguir més de 250.000 dòlars. El novembre, l'antic company degrup Mike Love va denunciar Wilson per "apropiar-se sense vergonya... de les cançons i la imatge de Love, i de la marca Beach Boys, així com del propi disc 'Smile'" en la promoció de Smile. El judici es va desestimar per falta de mèrits.
El desembre de 2005, Wilson va publicar What I Really Want for Christmas amb Arista Records. Les vendes van ser modestes. En canvi, la versió de "Deck the Halls" va ser un èxit sorprenent (top 10) en la categoria "adult contemporani".
Per celebrar el 40è aniversari de Pet Sounds, Wilson va fer una gira curta el novembre de 2006, en la que el va acompanyar Al Jardine el va acompanyar en la gira.
Wilson va publicar That Lucky Old Sun el setembre de 2008. L'obra havia començat en una sèrie de concerts al Royal Festival Hall de Londres, el setembre de 2007, i a l'State Theatre de Sydney el gener de 2008. Wilson va descriure la peça com a "...consisteix en cinc 'rondes', amb textos parlats entremig". El 30 de setembre de 2008, la discogràfica Light in the Attic Records va publicar A World of Peace Must Come, una col·laboració entre Wilson i Stephen Kalinich, gravada originalment el 1969, però que Kalinich havia perdut.
En aquelles dates, Wilson va anunciar que estava desenvolupant un altre àlbum conceptual anomenat Pleasure Island: A Rock Fantasy. Segons ell: "Va d'uns paios que van anar d'excursió, i van trobar un lloc anomenat Pleasure Island. I van conèixer tota mena de noies, i van pujar a les atraccions i — només és un concepte. Encara no l'he desenvolupat. Crec que a la gent li agradarà molt — podria ser el millor que he fet mai". El disc encara no ha sortit, i fa uns quants anys que Wilson sempre declara a les entrevistes que vol que el seu "proper disc" sigui més rocker.

## 2010s–actualitat
El 2009, Wilson va tenir més feina, quan va signar un acord per fer dos discos amb la Disney. L'estiu de 2009, li van oferir de gravar un disc amb les interpretacions de cançons clàssiques de Gershwin, i per avaluar peces de piano inacabades de Gershwin per veure si en podia fer cançons acabades. Després d'avaluar una gran mostra de fragments de Gershwin, Wilson en va triar dos per acabar-los. El disc resultant, Brian Wilson Reimagines Gershwin, es va publicar l'agost de 2010 amb el segell Pearl, de Disney. Brian Wilson Reimagines Gershwin va ser el número 1 a la llista de jazz de Billboard, i havia venut 53.000 còpies l'agost de 2011. El segon àlbum de Wilson per a Disney fou In the Key of Disney, una col·lecció de cançons clàssiques de pel·lícules de Disney, que es va publicar el 25 d'octubre de 2011. Un dels punts especials del disc era la inclusió de la versió de Wilson de When You Wish Upon a Star, la cançó que havia inspirat la seva primera composició, "Surfer Girl". Wilson va contribuir una versió de la cançó "Listen to Me" de Buddy Holly al disc d'homenatge Listen to Me: Buddy Holly, publicat el 6 de setembre de 2011. Rolling Stone va lloar la versió de Wilson com a "preciosa, amb harmonies angèliques i una instrumentació delicada".
El 31 d'octubre de 2011 es va publicar The Smile Sessions, que era finalment la publicació oficial de les gravacions originals inacabades de Smile, supervisada per Brian Wilson.

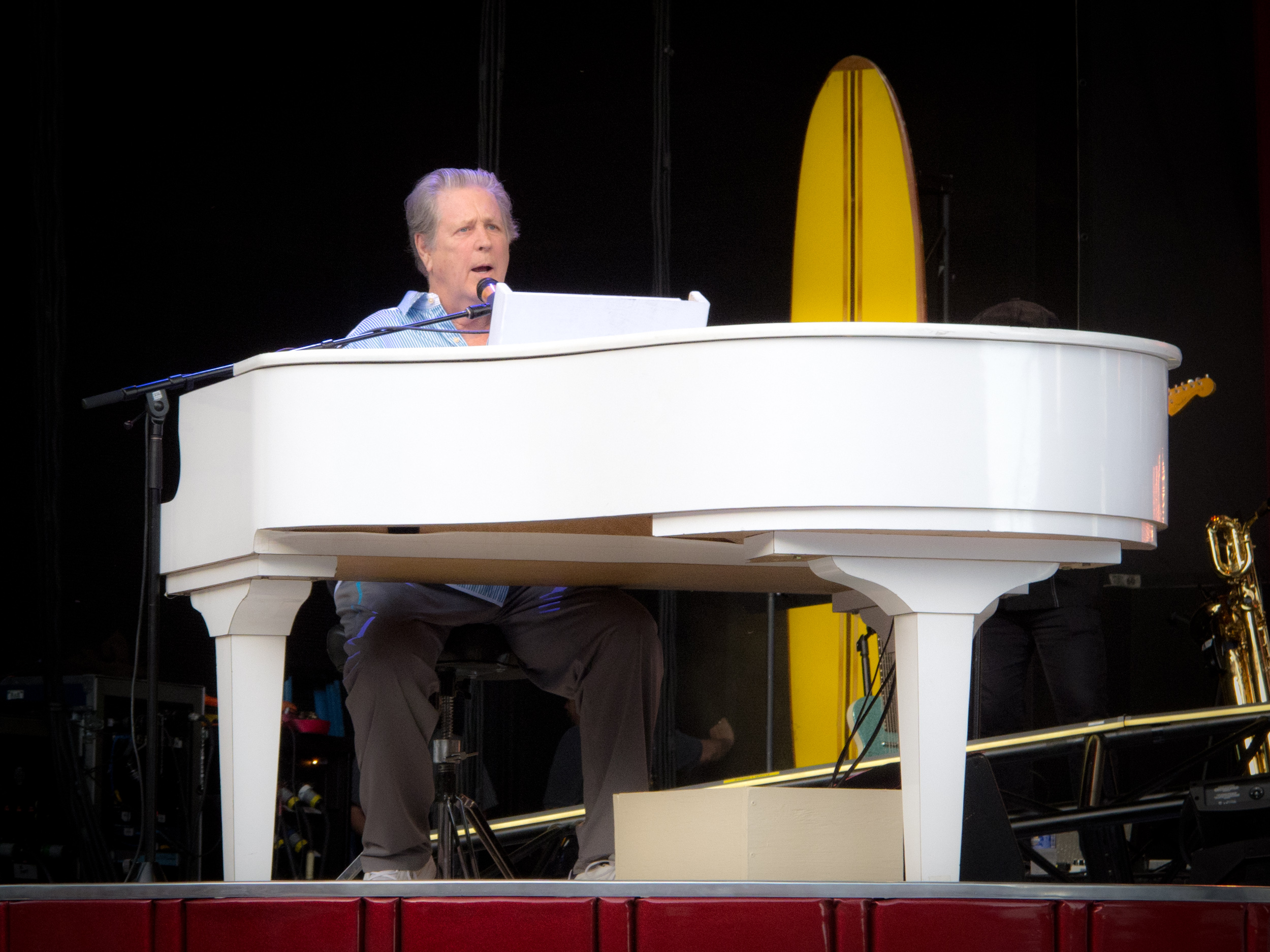
Wilson actuant amb els Beach Boys durant la breu reunificació de 2012

L'octubre de 2011, Jardine va anunciar que els Beach Boys es reunificarien el 2012 amb motiu del cinquantè aniversari, per fer 50 concerts als Estats Units i 50 o 60 a l'estranger. Els Beach Boys van publicar un nou disc, That's Why God Made the Radio, el 5 de juny de 2012. La cançó del mateix títol es va llançar com a senzill l'abril de 2012. El nou disc va arrencar al número 3 de les llistes, cosa que representava el seu millor inici per un àlbum fins aquell moment. L'any següent, es va anunciar que Wilson no tornaria a anar de gira amb el grup, perquè Mike Love retornava el grup a la composició d'abans de la gira d'aniversari, amb només ell i Bruce Johnston com a membres.
El 6 de juny de 2013, el web d'en Wilson va anunciar que estava gravant i produint nou material amb el guitarrista Jeff Beck, el músic i productor Don Was, i els companys dels Beach Boys Al Jardine, David Marks, i Blondie Chaplin. El 20 de juny, el web va anunciar que el material es podria repartir en tres àlbums: un de cançons pop, un altre bàsicament de cançons instrumentals amb en Beck, i un altre de cançons entrellaçades anomenat "la suite" que al principi havia de ser les quatre últimes cançons de That's Why God Made The Radio. El gener de 2014, Wilson va confirmar que no havia compost material nou amb en Beck, sinó que només era músic convidat en cançons que havia escrit ell sol, però que res del que havien gravat junts sortiria al següent disc.
El setembre de 2014, Wilson va assistir a l'estrena de Love & Mercy una pel·lícula biogràfica sobre la seva vida. El 7 d'octubre de 2014, la BBC va publicar una nova versió de "God Only Knows" amb col·laboracions de Wilson, Brian May, Elton John, Jake Bugg, Lorde, One Direction i molts més. Es va gravar per celebrar el llançament de BBC Music. Va contribuir amb una versió de "Wanderlust" al disc d'homenatge a Paul McCartney The Art of McCartney, publicat el novembre de 2014.
Gairebé dos anys després de començar-ne la gravació, Wilson ha de publicar el seu onzè disc en solitari, No Pier Pressure, el 7 d'abril de 2015. Són tretze cançons (encara que hi haurà una edició "deluxe" amb tres d'addicionals) amb molts músics convidats, entre ells Al Jardine, David Marks i Blondie Chaplin. A la tardor, està previst que es publiqui la seva autobiografia, escrita amb l'ajuda del periodista Jason Fine. Van Dyke Parks va manifestar el seu escepticisme, quan l'ajudant de Fine li va fer preguntes per telèfon, contestant, "A mi no em sembla 'auto'!". Wilson també va anunciar una gira d'estiu per promocionar el disc on participaran Jardine i Chaplin i Rodríguez farà de teloner.

## Com a músic
L'aprenentatge de teoria musical de Brian Wilson fou autodidacta. El primer instrument que va aprendre a tocar fou un acordió de joguina. abans de passar ràpidament al piano i després al baix. Des de ben petit, Brian va demostrar una capacitat extraordinària per aprendre música d'oïda i tocar-la al teclat. Quan va començar a incorporar textures quasi simfòniques a la seva obra, molta gent li va reconèixer el seu paper com a propulsor del moviment art pop dels anys 1960.

## Vida personal
Des de finals de 1964 fins que es van divorciar el 1979, Wilson va estar casat amb Marilyn Rovell. Wilson té dues filles d'aquest matrimoni: Carnie Wilson i Wendy Wilson, que també van tenir èxits musicals a principis dels anys 1990 dins del grup Wilson Phillips. El 1995, Wilson es va casar amb Melinda Ledbetter, una venedora de cotxes i antiga model que havia conegut els anys 1980.
Wilson pateix al·lucinacions auditives, i se li ha diagnosticat un trastorn bipolar lleu amb desordre esquizoafectiu que es presenta en forma de veus. Segons explica, les al·lucinacions van començar el 1965, poc després de tastar les drogues psicodèliques. Durant els anys 1980, Wilson fou tractat per Eugene Landy, un psicòleg corrupte que li va administrar dosis excessives de psicòtrops, que encara van empitjorar el seu estat mental. Al final, Landy el va manipular perquè li passés el control dels seus negocis, i va exercir un poder absolut sobre totes les facetes de la vida de Wilson, fins i tot prohibint-li de veure la que seria la seva dona Melinda Ledbetter. Carl Wilson va acabar intervenint per alliberar el seu germà de la influència de Landy. Més endavant, pel seu maltractament de Wilson, a Landy se li va anul·lar la llicència per exercir.
En els últims anys, el seu estat mental ha millorat. Tot i que encara experimenta al·lucinacions auditives de tant en tant, la seva relació amb la seva dona i un nou règim de tractament psiquiàtric li han permès de recuperar la seva carrera musical.

## Llegat

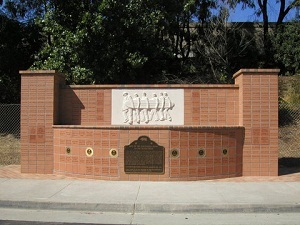
El lloc on hi havia la casa on van viure els Wilson de petits, ara és un punt històric per a l'estat de Califòrnia

La cançó de Barenaked Ladies "Brian Wilson", està basada en ell, igual que "Mr. Wilson" de John Cale (1975) i "Brian Wilson Said" de Tears for Fears (1993).

### Premis i honors
El 29 de març de 2001, se li va fer un homenatge. Fou un concert on van col·laborar Elton John, Billy Joel, Chazz Palminteri (com a presentador), David Crosby, Dennis Hopper, Paul Simon, Carly Simon, The Go-Go's, Cameron Crowe, Sir George Martin, Vince Gill, les filles d'en Brian Carnie i Wendy Wilson amb with Chynna Phillips (Wilson Phillips), Jimmy Webb, Darius Rucker, Matthew Sweet, Ann i Nancy Wilson (de Heart), The Boys Choir of Harlem, i d'altres.
Wilson és al Rock and Roll Hall of Fame com a membre dels Beach Boys des de 1988. L'any 2000 va entrar al "Hall of Fame" dels compositors, introduït per Paul McCartney que en va dir que era "un dels grans genis americans"). El 2006 fou introduït al UK Music Hall of Fame pel guitarrista de Pink Floyd David Gilmour. El 2003, Wilson va rebre un doctorat honoris causa per la Northeastern University de Boston, Massachusetts. El 10 de maig 2004, Wilson fou nomenat BMI Icon, per la seva "original i indeleble influència sobre generacions de músics". El 2005, Wilson va guanyar el premi Grammy per la millor actuació de rock instrumental per Mrs. O'Leary's Cow. El 2 de desembre de 2007, el comitè d'honors del Kennedy Center va reconèixer Wilson per tota una vida de contribucions a la cultura americana mitjançant la música. El 20 de maig de 2011, Wilson va rebre el George and Ira Gershwin Award a la universitat d'UCLA. El 10 de febrer de 2013, Wilson va guanyar el Grammy al millor disc històric per The Smile Sessions.
El 20 de maig de 2005, Wilson i els Beach Boys foren homenatjats amb la inauguració del Punt històric del Beach Boys al lloc on hi havia hagut la casa familiar dels Wilson a Hawthorne, Califòrnia.

### Discos d'homenatge
- 1990 – diversos, Smiles, Vibes & Harmony: A Tribute to Brian Wilson
- 1993 – David Garland, I Guess I Just Wasn't Made For These Times
- 2000 – diversos, Caroline Now! The Songs of Brian Wilson and the Beach Boys
- 2000 – Gary Usher, Add Some Music To Your Day (A 1970 Symphonic Tribute To Brian Wilson)
- 2002 – diversos, Making God Smile: An Artists' Tribute to the Songs of Beach Boy Brian Wilson
- 2004 – Cameron Michael Parkes, A Tribute to Brian Wilson

### Love & Mercy
El 2014, es va fer una pel·lícula sobre la vida de Brian titulada Love and Mercy, dirigida per Bill Pohlad. John Cusack i Paul Dano fan de Brian en diferents edats; Paul Giamatti fa de Dr. Landy i Elizabeth Banks fa de la segona dona de Brian, Melinda.

## Discografia
Discos d'estudi
- Brian Wilson (1988)
- I Just Wasn't Made for These Times (1995)
- Orange Crate Art (1995) (amb Van Dyke Parks)
- Imagination (1998)
- Gettin' in Over My Head (2004)
- Brian Wilson Presents Smile (2004)
- What I Really Want for Christmas (2005)
- That Lucky Old Sun (2008)
- Brian Wilson Reimagines Gershwin (2010)
- In the Key of Disney (2011)
- No Pier Pressure (2015)

## Filmografia
| Any  | Títol                | Paper            |
| ---- | -------------------- | ---------------- |
| 1991 | My Own Private Idaho | Promotor de rock |